# Automeris hegena
Automeris hegena é uma espécie de mariposa do gênero Automeris, da família Saturniidae.